# Ласло Токес
Ласло Токес (мађ. Tőkés László, рум. László Tőkés; 1. април 1952) румунски је политичар и свештеник мађарске националности.